# Maner
Maner (av franska: manière, italienska: maniera) är inom konstvetenskapen en konstnärs typiska särdrag vad gäller teknik och stil.
Inom konsten och litteraturen är maner en vanemässig egenhet i det formella, vissa  framträdande drag i gestaltningen av ett konstverk eller ett litterärt alster, som inte är betingade av ämnets egen natur, utan har sin grund i slavisk efterhärmning eller annan mer yttre anledning. Maner är i stilistiken ett klandrande ord, stil återigen ett epitheton ornans (kännetecken); när stilen övergår i maner, är dess konstnärliga värde statt i sjunkande. En konstnär eller författare, som i sistnämnda betydelse "förfallit till maner", kallas manierist eller maniererad, vilket senare uttryck begagnas även om konst- eller litteraturprodukter likasom också i allmänhet i betydelsen tvungen, sökt, tillgjord.